# The Beatles' Million Sellers
The Beatles' Million Sellers è il decimo EP dei Beatles, pubblicato in Gran Bretagna il 6 dicembre 1965 dalla Parlophone. L'Album consiste di canzoni pubblicate dai Beatles, che avevano venduto ciascuna più di un milione di copie.

## Storia
L'EP è costituito da 4 brani, tutti già pubblicati tra il 1963 e il 1964. Il disco raggiunse la prima posizione in classifica nel 1966, e vi rimase per quattro settimane complessivamente, due settimane a febbraio, e due settimane a marzo.

## Tracce
Testi e musiche di John Lennon e Paul McCartney.
1. She Loves You
2. I Want to Hold Your Hand
3. Can't Buy Me Love
4. I Feel Fine

## Formazione
The Beatles
- George Harrison - chitarra solista, cori e armonie vocali
- John Lennon - voce, armonie vocali e cori, chitarra ritmica
- Paul McCartney - voce, armonie vocali e cori, basso
- Ringo Starr - batteria, percussioni